# Želimir Žilnik
Želimir Žilnik (8 de septiembre de 1942) es un director de cine y guionista serbio.  Es uno de los principales realizadores de la Ola negra yugoslava. Conquistó el Oso de oro del Festival Internacional de Cine de Berlín por su película Trabajos precoces (Rani radovi), en 1969. 

## Biografía
Žilnik se graduó de la facultad de Derecho de la Universidad de Novi Sad. En cuanto terminó la escuela secundaria, en su ciudad natal de Novi Sad, se le ofreció un puesto como director de programas en Youth Tribune, un centro cultural multidisciplinario en Novi Sad. Fue aquí donde Žilnik recibió su primera experiencia práctica trabajando en gestión artística, y este puesto también le permitió conocer y colaborar con muchas figuras importantes de la escena cultural yugoslava. Žilnik trabajó en esta capacidad desde 1961 hasta 1963.
A principios de la década de 1960, Žilnik se unió al Kino Club Novi Sad, que era un club patrocinado por el estado para entusiastas del cine no profesionales. Aquí es donde Žilnik recibió su primera experiencia práctica en la realización de películas. Muchas de sus películas se proyectaron en el gran circuito de festivales de cine de kino club en la Yugoslavia socialista. Después de algunos años de actividad sostenida como miembro del club, incluidos algunos premios que lo confirmaron como un talento prometedor, a Žilnik se le ofreció la oportunidad de trabajar como asistente en Avala Film, y su primer crédito en la realización de largometrajes fue como asistente. Director del legendario Dušan Makavejev en su primera obra maestra Love Affair, o el caso de la operadora de centralita perdida, filmada en 1966. Después de eso, Žilnik dirigió su primer documental profesional Newsreel sobre Village Youth, Winter, que se estrenó en 1967. Žilnik recibió múltiples premios por esta ópera prima, que también anunció su interés por documentar la situación de las personas que viven al margen de la sociedad.
Žilnik realizó otros tres documentales cortos en los años siguientes, incluido The Unemployed en 1968, que fue una investigación humorística pero crítica de las condiciones de vida y trabajo de los "Gastarbeiters" entre la Yugoslavia socialista y Alemania Occidental. Este fue su primer gran éxito internacional, ganando el Gran Premio en Kurzfilmtage Oberhausen en Alemania, considerado entonces e incluso hoy como el principal destino para la exhibición de cortometrajes en Europa. En ese momento de su carrera Žilnik fue elegido por Avala Film para dirigir un largometraje narrativo, y en 1968 comenzó la producción de su primer largometraje Early Works, que marcaría su carrera a perpetuidad y también se convertiría en el clímax. punto en el frenesí público que rodea el momento turbulento de la Ola Negra en el cine yugoslavo.
En 1969, Žilnik ganó el Oso de Oro en el Festival Internacional de Cine de Berlín por su primer largometraje Early Works, que se inspiró en las protestas estudiantiles en Belgrado celebradas en el verano de 1968. Early Works fue coescrito por Branko Vučićević y el director de fotografía y el editor de la película fue Karpo Godina. Si bien Early Works se celebró en el escenario internacional, en casa en Yugoslavia sufrió un ataque oficial por su forma y contenido radical. Early Works fue juzgado en un tribunal y Žilnik defendió con éxito su película de las acusaciones de que era perjudicial para el sistema socialista. Pero debido a la atención no deseada de ser etiquetado como participante en la controvertida Black Wave, y también debido a su postura implacable, además del hecho de que su película de seguimiento (Freedom or Cartoons) se detuvo en medio de la producción, Žilnik no lo hizo. tener acceso a compañías de producción, por lo que se fue de Yugoslavia a Alemania Occidental con la esperanza de poder seguir haciendo películas.

## Filmografía
- 1967 : Žurnal  o omladini na selu zimi
- 1967 : Pioniri maleni, mi samo vojska prava, svakog dana nicemo ko zelena trava
- 1967 : Laku noć, Šnjuka
- 1968 : Nezaposleni ljudi
- 1969 : Lipanjska gibanja
- 1969 : Travaux précoces (Rani radovi)
- 1971 : Le Film noir (Crni film)
- 1972 : Žene dolaze
- 1973 : Ustanak u Jasku
- 1975 : Unter Denkmalschutz
- 1975 : Öffentliche Hinrichtung
- 1976 : Paradies
- 1976 : Abschied
- 1983 : Druga generacija
- 1985 : Sve zvezde
- 1986 : Lijepe žene prolaze kroz grad
- 1988 : Tako se kalio čelik
- 1993 : Tito po drugi put među Srbima
- 1995 : Dupe od mramora
- 1999 : Kud plovi ovaj brod
- 2001 : Tvrđava Evropa
- 2003 : Kenedi se vraca kući
- 2005 : Evropa preko plota
- 2007 : Kenedi se ženi

## Premios y distinciones
Festival Internacional de Cine de Berlín
| Año  | Categoría            | Película    | Resultado |
| ---- | -------------------- | ----------- | --------- |
| 1969 | Oso de Oro           | Rani radovi | Ganador   |
| 1969 | Premio a la juventud | Rani radovi | Ganador   |